# Apamea unicolornigra
Apamea unicolornigra là một loài bướm đêm trong họ Noctuidae.